# Alvarinho

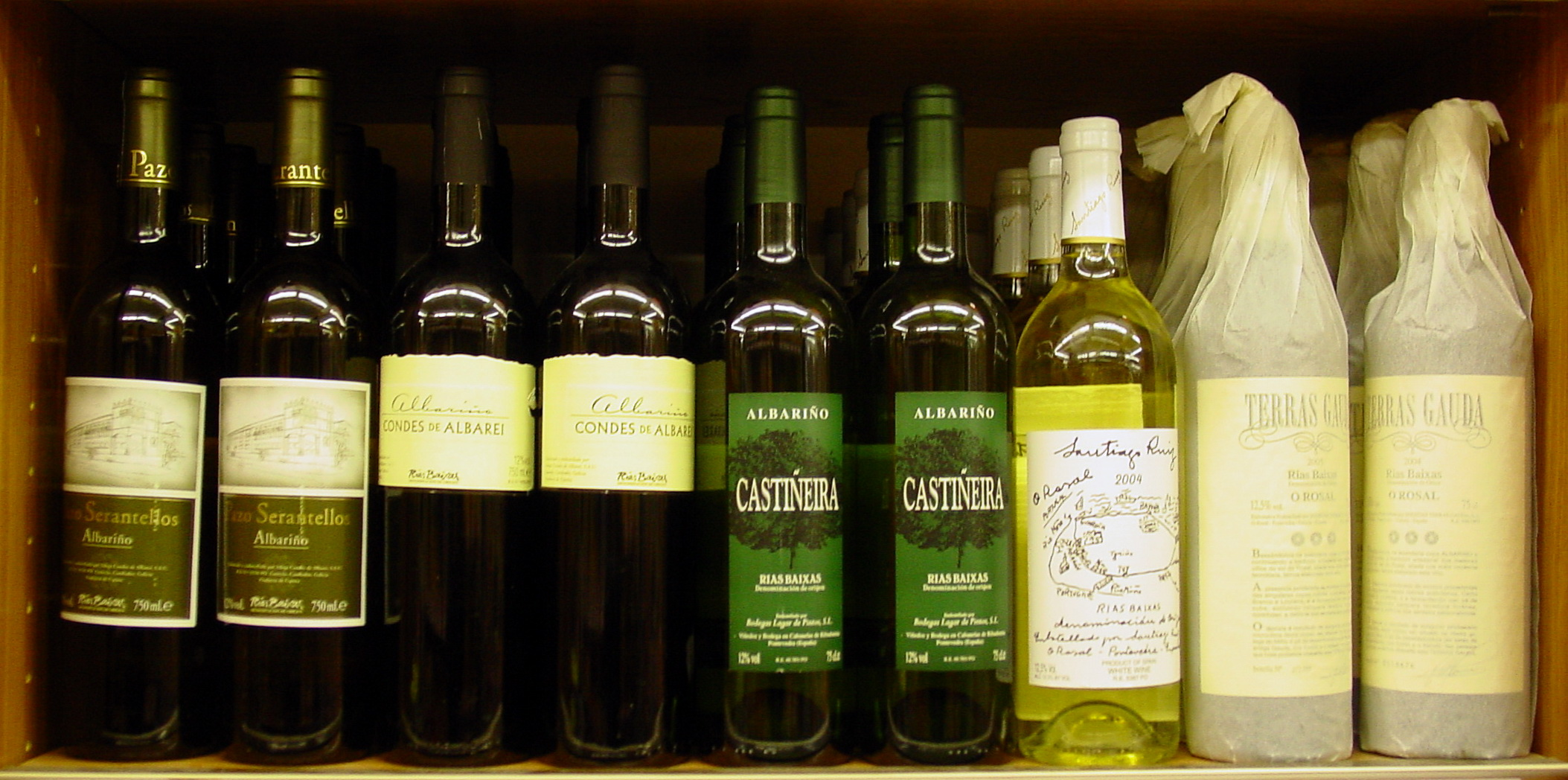
Verschiedene galicische Albariño-Weine

Alvarinho (portugiesisch, galicisch Albariño) ist eine Weißweinsorte, die in Portugal die wichtigste Rebsorte für den Vinho Verde ist.

## Herkunft, Abstammung
Albariño heißt übersetzt „die kleine Weiße vom Rhein“, und es wurde lange vermutet, die Rebsorte sei mit Riesling verwandt. Der Legende nach wurde sie zwischen dem 11. und 13. Jahrhundert von Mönchen aus Deutschland oder Frankreich über den Jakobsweg nach Galicien gebracht. Neueren Erkenntnissen zufolge scheint Albariño aber eine Verwandte der Sorten Sauvignon Blanc, Pinot Blanc oder aber des Petit Manseng zu sein. Eine definitive Klärung des Sachverhalts steht jedoch noch aus (Stand 2005). Eine DNA-Analyse zeigte eine nähere Verwandtschaft zur portugiesischen Rebsorte Malvasia Fina.

## Verbreitung
Besonders gut gedeiht sie im Gebiet von Monção, wo sie auch reinsortig ausgebaut wird. Die Reben werden häufig an Pergolen gezogen. In Portugal liegt die bestockte Fläche bei 1.800 Hektar (Stand 2010), in Spanien bei 4.500 Hektar (Stand 2010).
In Spanien ist Albariño die herausragende Rebsorte des Anbaugebietes Rías Baixas in Galicien. Auf Grund der hohen Feuchtigkeit der Region wird die Sorte ausschließlich pergolaartig auf rund 1,50–2 m hohen Gerüsten, die meist von Granitpfeilern gestützt werden, angebaut.
Seit 2019 ist Alvarinho eine von sechs neuen Rebsorten, die in der Bordeaux-Weinproduktion zugelassen sind, um für die Folgen der globalen Erwärmung im Weinbau gerüstet zu sein.

## Wein
Der Albariño wird meist jung getrunken, besitzt eine feine Säure und passt sehr gut zu Fisch und zu Meeresfrüchten.

## Synonyme
- ‘Albariña’, ‘Albariño’, ‘Albelleiro’, ‘Alvarin Blanco’, ‘Alvarinha’, ‘Azal Blanco’, ‘Cainho Branco’, ‘Galego’, ‘Galeguinho’, ‘Paderna’